# Шепілов Дмитро Трохимович
Дмитро Трохимович Шепілов (рос. Дми́трий Трофи́мович Шепи́лов; 23 жовтня (5 листопада) 1905, Асгабат, Російська імперія — 18 серпня 1995, Москва, Росія) — радянський державний і партійний діяч, економіст. Член ЦК КПРС (1952—1957), кандидат у члени Президії ЦК КПРС (з 27 лютого 1956 по 29 червня 1957 року), секретар ЦК КПРС (1955—1956, 1957). Депутат Верховної Ради СРСР 3-4-го скликань, Міністр закордонних справ СРСР (1956—1957).

## Біографія

### Ранні роки
Народився в родині робітника залізничних майстерень. Після переїзду сім'ї в Ташкент навчався спочатку в гімназії, потім у середній школі.
У 1926 закінчив судовий відділ факультету радянського права 1-го Московського державного університету імені М.В. Ломоносова. Член ВКП(б) з жовтня 1926 року.
З 1926 по 1928 рік працював прокурором Головного суду Якутської АРСР, заступником прокурора Якутської АРСР, в.о. прокурора Якутської АРСР.
У 1928—1929 роках — помічник прокурора Західної області РРФСР.
У 1929—1931 роках — слухач аграрного факультету московського Інституту червоної професури, економіст-аграрник.
У 1931—1933 роках — відповідальний секретар редакції журналу «На аграрном фронте».
У 1933—1935 роках працював начальником політвідділу одного з сибірських радгоспів.

### На партійній роботі
У 1935—1937 роках — заступник завідувача сектору сільськогосподарської науки ЦК ВКП(б). Після публікації ряду помітних статей був запрошений в Інститут економіки Академії наук СРСР.
У 1937—1941 роках — вчений секретар Інституту економіки Академії наук СРСР. Одночасно викладав політекономію у Московському інституті радянської кооперативної торгівлі та у Вищій партійній школі при ЦК ВКП(б).
Під час німецько-радянської війни добровольцем пішов на фронт, хоча мав законні підстави уникнути призову як науковий робітник. У 1941—1942 роках — начальник політичного відділу Московського ополчення. У 1942—1943 роках — начальник політичного відділу 24-ї армії. У 1944—1946 роках — начальник політичного відділу та член Військової ради 4-ї гвардійської армії.
У лютому — серпні 1946 року — заступник начальника Управління пропаганди і агітації Головного політичного управління Збройних Сил СРСР.
З серпня 1946 по 17 вересня 1947 року — редактор газети «Правда» по відділу пропаганди.
1947 року в газеті «Правда» опублікував статтю «Радянський патріотизм», яка стала початком кампанії зі звинувачення діячів культури у космополітизмі.
З 17 вересня 1947 по 10 липня 1948 року — перший заступник начальника Управління пропаганди і агітації ЦК ВКП(б), який очолював М.А. Суслов.
10 липня 1948 — 20 липня 1949 року — завідувач Відділу пропаганди та агітації ЦК ВКП(б), утвореного на базі скасованого Управління пропаганди і агітації ЦК ВКП(б).
У липні 1949 року знятий з посади завідувача відділу пропаганди ЦК ВКП(б). Не мав роботи до 31 січня 1950 року, коли Георгій Маленков запропонував йому посаду інспектора ЦК ВКП(б), а фактично свого неофіційного помічника, який допомагав в теоретичному обґрунтуванні промов. Надалі за пропозицією Йосипа Сталіна призначений керівником авторського колективу зі створення першого в СРСР підручника політекономії соціалізму.
З 20 жовтня 1952 року — голова постійної комісії ЦК КПРС з ідеологічних питань.
З 18 листопада 1952 до 1956 року — головний редактор газети «Правда».
25 жовтня 1953 року обраний членом-кореспондентомАкадемії наук СРСР по Відділенню економічних, філософських та правових наук (політична економія).
12 липні 1955 — 24 грудня 1956 року і 14 лютого — 29 червня 1957 року — секретар ЦК КПРС. Допомагав Хрущову готувати доповідь ХХ з'їзду «Про культ особи та його наслідки».
З 27 лютого 1956 по 29 червня 1957 року — кандидат у члени Президії ЦК КПРС.

### Міністр іноземних справ СРСР
1 червня 1956 указом Президії Верховної Ради СРСР був призначений міністром закордонних справ СРСР, змінивши на цій посаді В.M. Молотова.
У червні 1956 як Міністр закордонних справ СРСР вперше в історії здійснив турне по Близькому Сходу, відвідавши Єгипет, Сирію, Ліван, а також Грецію. Під час переговорів у Єгипті з президентом Насером в червні 1956 року дав секретну згоду СРСР спонсорувати будівництво Асуанської греблі. Переконав Хрущова в форсуванні налагодження відносин з арабськими країнами Близького Сходу на противагу нормалізації відносин з Ізраїлем.
У своєму виступі на ХХ з'їзді КПРС закликав до насильницького експорту соціалізму за межі СРСР. У той же час брав участь в підготовці доповіді Хрущова «Про культ особи і його наслідки», однак підготовлений варіант доповіді був істотно змінений.
15 лютого 1957 року звільнений з посади міністра закордонних справ СРСР у зв'язку із призначенням секретарем ЦК КПРС.

### В опозиції до Хрущова
У червні 1957 року в результаті поразки угруповання Молотова В.М., Маленкова Г.М., Кагановича Л.М. на Пленумі ЦК КПРС 22 червня 1957 року народилося формулювання «Антипартійна група Молотова, Маленкова, Кагановича, Булганіна і Шепілова що долучився до них». Був позбавлений звання члена-кореспондента АН СРСР 26 березня 1959 року (відновлений 1991 року).
У листопаді 1957 — серпні 1958 року — директор Інституту економіки Академії наук Киргизької РСР.
У серпні 1958 — 1960 року — заступник директора Інституту економіки Академії наук Киргизької РСР із наукової частини.
У 1960—1977 роках — вчений археограф, у 1977—1982 роках — старший археограф Головного архівного управління при Раді Міністрів СРСР. 21 лютого 1962 року виключений із партії, поновлений в членах КПРС 18 лютого 1976 року.
З листопада 1982 року — на пенсії в Москві. Помер 18 серпня 1995 року в Москві.

## Звання
- полковник
- генерал-майор (19.04.1945)

## Нагороди
- орден Леніна (4.11.1955)
- два ордени Червоного Прапора (14.02.1943, 18.05.1944)
- орден Кутузова І ст. (28.04.1945)
- орден Богдана Хмельницького І ст. (13.09.1944)
- орден Суворова ІІ ст. (29.06.1945)
- два ордени Вітчизняної війни І ст. (.03.1944, 1.03.1985)
- орден Червоної Зірки (10.01.1944)
- орден «Легіон пошани» (США) (1945)
- медаль «За оборону Сталінграда»
- медаль «За оборону Москви»
- медаль «За взяття Будапешта»
- медаль «За взяття Відня»
- медаль «За перемогу над Німеччиною у Великій Вітчизняній війні 1941—1945 рр.»
- медалі